# O型次矮星

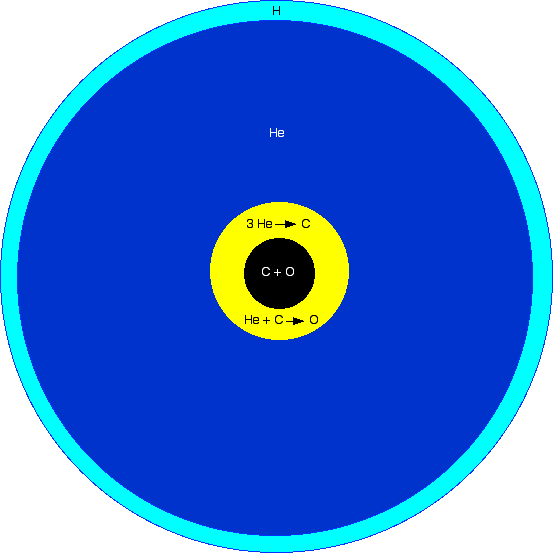
O型次矮星結構略圖。

O型次矮星（Subdwarf O stars，縮寫：sdO）是一種低質量高溫恆星。這種恆星的光度遠低於典型的O型主序星，但仍有太陽的10到100倍，雖然質量只有大約太陽的一半。O型次矮星的表面溫度大約是40,000到100,000 K，在光譜中有明顯的離子氦譜線。它的表面重力加速度對數值（log g）大約是4.0到6.5。大多數的O型次矮星在銀河系中的移動速度相當高，並且多發現在高銀緯處。

## 結構
一般認為O型次矮星的核心由碳和氧組成，周圍是正進行氦核熔合的外層。光譜資料顯示外層有50到100%是氦。

## 觀測歷史
1970年代早期傑西·格林斯坦（Jesse L. Greenstein）和安妮拉·薩金特（Anneila Sargent）量測其表面溫度和重力以將該種恆星定位在赫羅圖的正確位置。帕洛馬－格林巡天、漢堡巡天、史隆數位巡天和Ia超新星前身星巡天（Supernova Ia Progenitor Survey，ESO-SPY）中發現了許多O型次矮星。

## 數量
O型次矮星的數量大約只有另一種類似恆星B型次矮星的三分之一。

## 光譜
O型次矮星的光譜相當多變。在光譜中有強烈氦譜線的被歸類為 He-sdO，而有較強烈氫譜線的則稱為 H-sdO。He-sdO 是相當罕見的，光譜中常可見到有大量的氮，並且碳幾乎耗盡。然而在光譜中常可見到原子序為偶數的元素碳、氧、氖、矽、鎂、鐵的元素含量的變化與聚集。

## 範例
- HD 128220，天文學家科拉多·巴托里尼曾對它進行研究[2]
- HIP 52181，脈動頻率1.04mHz[2]
- HD 49798，距離地球830秒差距的碳缺乏X射線聯星[3]
- US 708是一顆超高速運動恆星，速度已超越銀河系的脫離速度[5]

## 生命循環
O型次矮星在赫羅圖上的位置是在極端水平分支。它是來自兩個恆星演化階段，分別是後漸近巨星分支（明亮的O型次矮星）和延伸水平分支（緻密O型次矮星）。後漸進巨星分支一般認為在行星狀星雲中可以找到，但至今在其中只找到四顆O型次矮星。緻密O型次矮星被認為是B型次矮星的演化結果，但兩者的統計結果並不符合這項推測。另一個替代理論是O型次矮星可能是兩顆白矮星合併的產物。這可能會出現在密近雙星，並且會因為軌道衰減產生重力波。